# Heleșteni
Heleşteni es una comuna ubicada en el distrito de Iași, Rumania.

## Superficie
Cuenta con una superficie de 36,83 kilómetros cuadrados.

## Demografía
Hasta 2021 la población era de 2142 habitantes, con una densidad de población de 58,16 habitantes por kilómetro cuadrado.